# Graduale Simplex

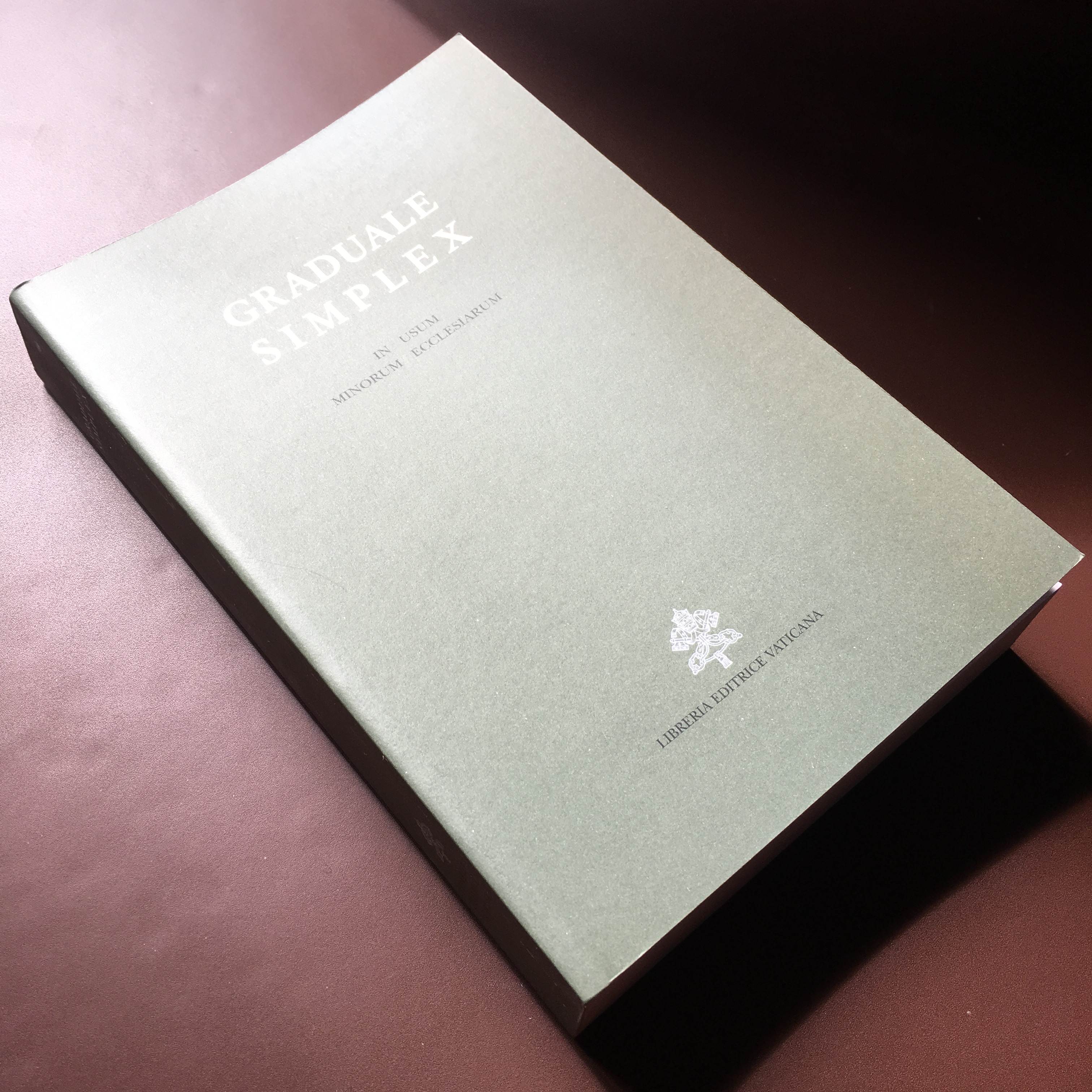
Graduale simplex

Graduale simplex ("Gradual Simples") é um gradual em latim e em gregoriano, publicado pelo Vaticano em 1967 após o Concílio Vaticano II, para que o uso do canto gregoriano se adapte a paróquias e igrejas menores ou a quem não tenha coros experientes.
O título completo é Graduale simplex in usum minorum ecclesiarum (gradual simples para o uso de pequenas igrejas).

## Constituição sobre liturgia

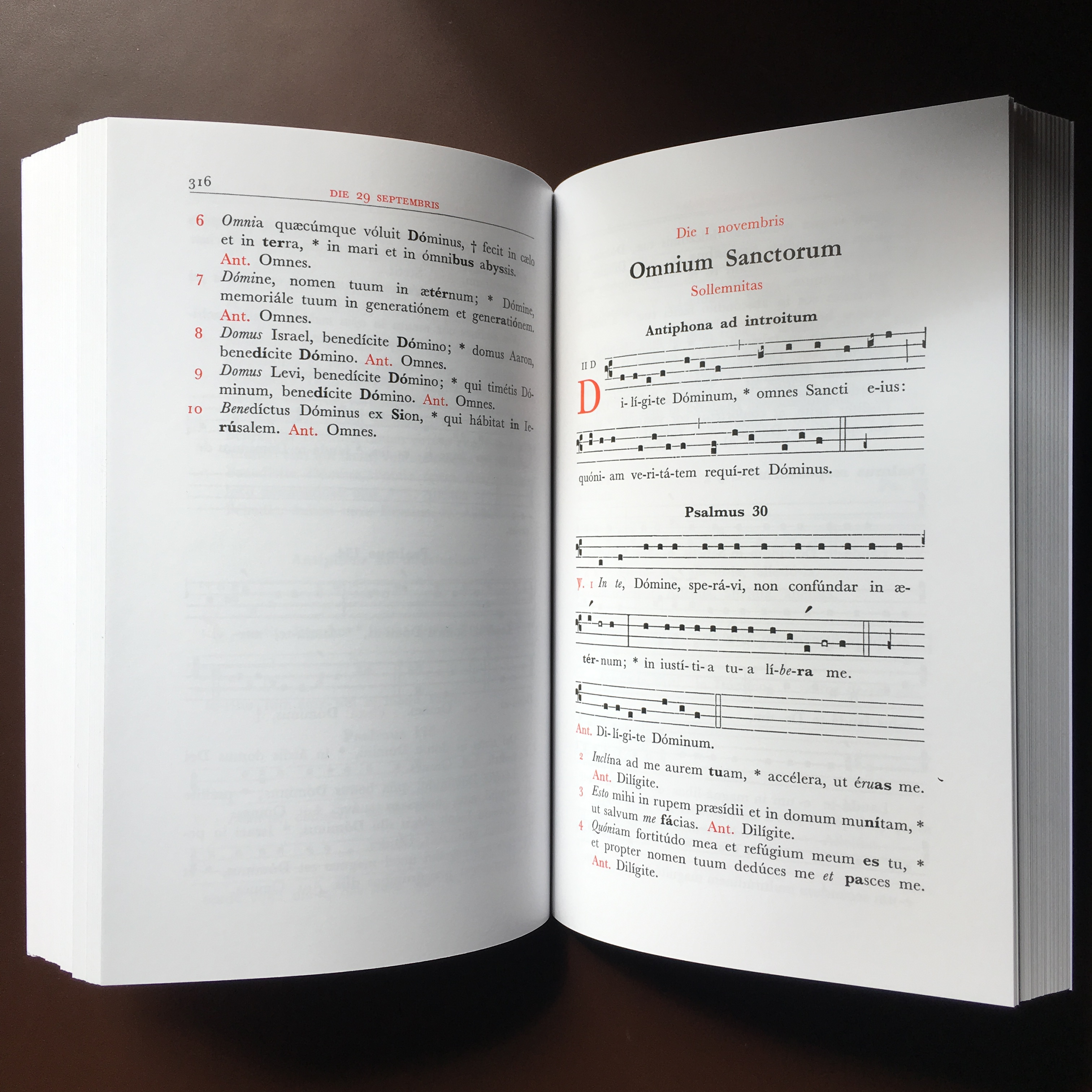
Solenidade de Todos os Santos, no Graduale simplex

A publicação da primeira edição do Graduale simplex foi realizada em 1967, como uma reformulação do livro de canto gregoriano para satisfazer a constituição Sacrosanctum Concilium de 4 de dezembro de 1963, na sequência do Concílio Vaticano II.
"A edição típica dos livros de canto gregoriano deve ser completada; e uma edição mais crítica deve ser preparada dos livros já publicados desde a restauração por São Pio X.
É desejável também que uma edição seja preparada contendo melodias mais simples, para uso em pequenas igrejas."
— Constituição sobre a sagrada liturgia, artigo 117 (1963)

## História
Houve duas edições do Graduale Simplex: o primeiro foi publicado pela Santa Sé em 1967. A segunda edição, revisada e definitiva, foi publicada em 1975 e foi reimpressa desde então.
O Graduale simplex em sua edição definitiva inclui o Kyriale simplex, bem como alguns hinos famosos: Te Deum, Veni Creator, Te decet laus, etc.

## Edições
- Graduale simplex in usum minorum ecclesiarum, 1ª edição, Vaticano 1967.
- Graduale simplex in usum minorum ecclesiarum, 2ª edição, Libreria editrice Vaticana, Vaticano 1975,ISBN 978-88-209-1603-9 515 p.